# Bucculatrix myricae
Bucculatrix myricae är en fjärilsart som beskrevs av Émile Louis Ragonot 1879. Bucculatrix myricae ingår i släktet Bucculatrix och familjen kronmalar. Inga underarter finns listade i Catalogue of Life.